# (58534) Logos
58534 Logos, con designación provisional (58534) 1997 CQ29, está ubicado en el cinturón de Kuiper y es considerado un cubewano. Su diámetro es de 80 km. Sobresale por poseer un satélite, Zoé.

## Órbita
- Excentricidad (e) = 0.120
- Semieje mayor (a) = 6790.168 Gm (45.389 UA)
- Perihelio (q) = 5975.722 Gm (39.945 UA)
- Afelio (Q) = 7604.615 Gm (50.834 UA)

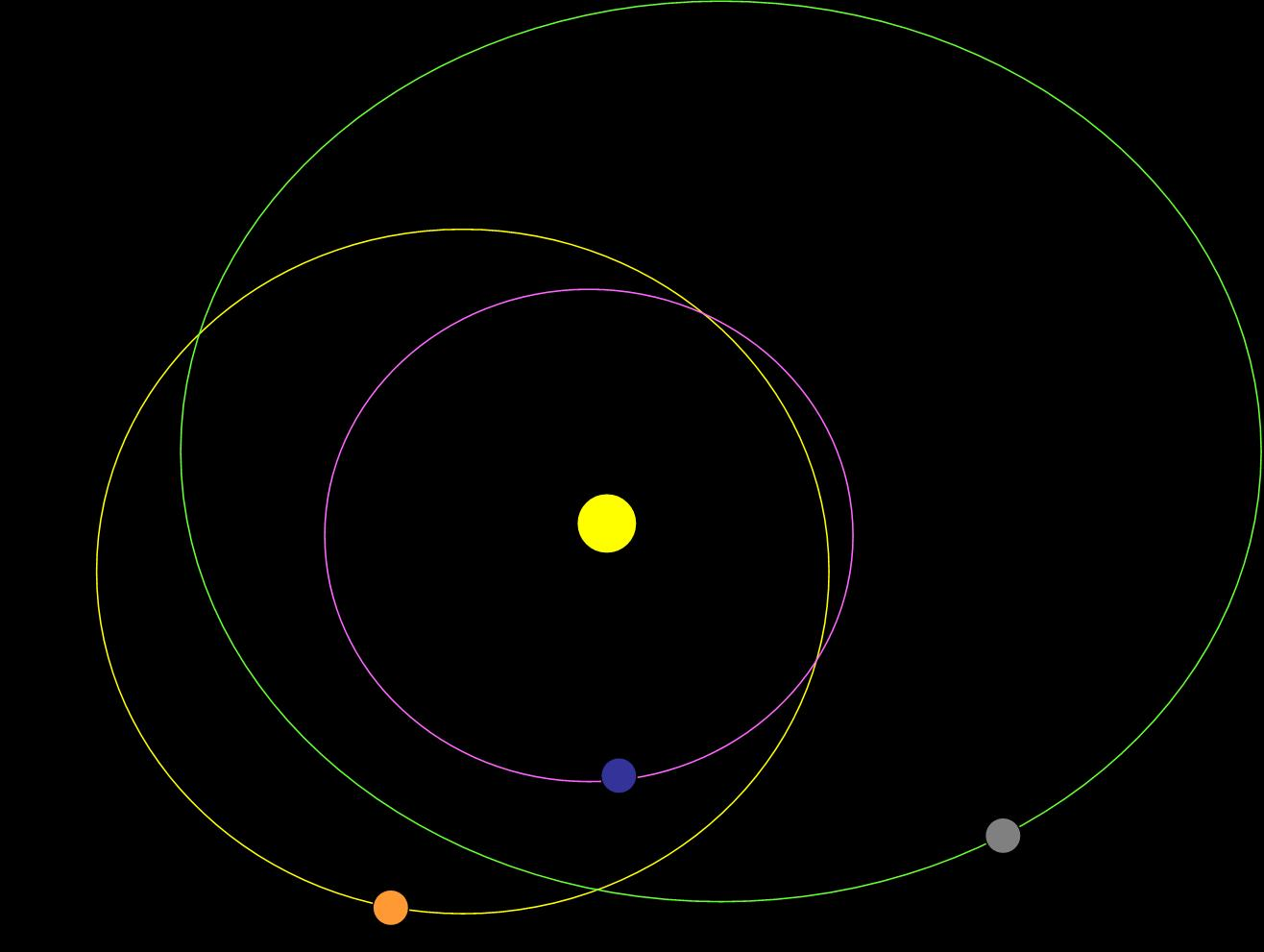
Órbita de Logos (gris) comparada con Plutón (naranja) y Neptuno (azul).

- Período de revolución (P) = 111694.329 días (305,80 años)
- Velocidad orbital promedio = 4,41 km/s
- Inclinación (i) = 2.898°
- Longitud del nodo ascendente (Ω) = 132.564°
- Argumento del perihelio (ω) = 338.778°
- Anomalía media (M) = 45.885°

## Zoe
El satélite de Logos fue descubierto el 17 de noviembre de 2001 a partir de observaciones hechas con el telescopio espacial Hubble por un equipo de astrónomos y anunciado el 11 de febrero de 2002. En principio recibió el nombre provisional S/2001 1997 CQ29 1. Una vez que el descubrimiento fue confirmado, se cambió por Zoe. Su diámetro es de aproximadamente 66 km, y su masa de (0,15 ± 0,02) × 1018 kg.
Su órbita en torno a Logos tiene las siguientes características:
- Semieje Mayor = 8.010 ± 80 km
- Período de revolución = 312 ± 3 días
- Excentricidad = 0,45 ± 0,03

## Nombre
En la tradición gnóstica, Logos ("palabra," en griego) y Zoé ("vida," en griego) son emanaciones de la deidad.